# Tetrapanax papyrifer
Tetrapanax papyrifer (tung-tsau o planta papel arroz) es un arbusto perenne perteneciente a la familia Araliaceae, la única especie del género es  Tetrapanax. Es endémico de Taiwán, pero también es cultivado ampliamente en el este de Asia. 

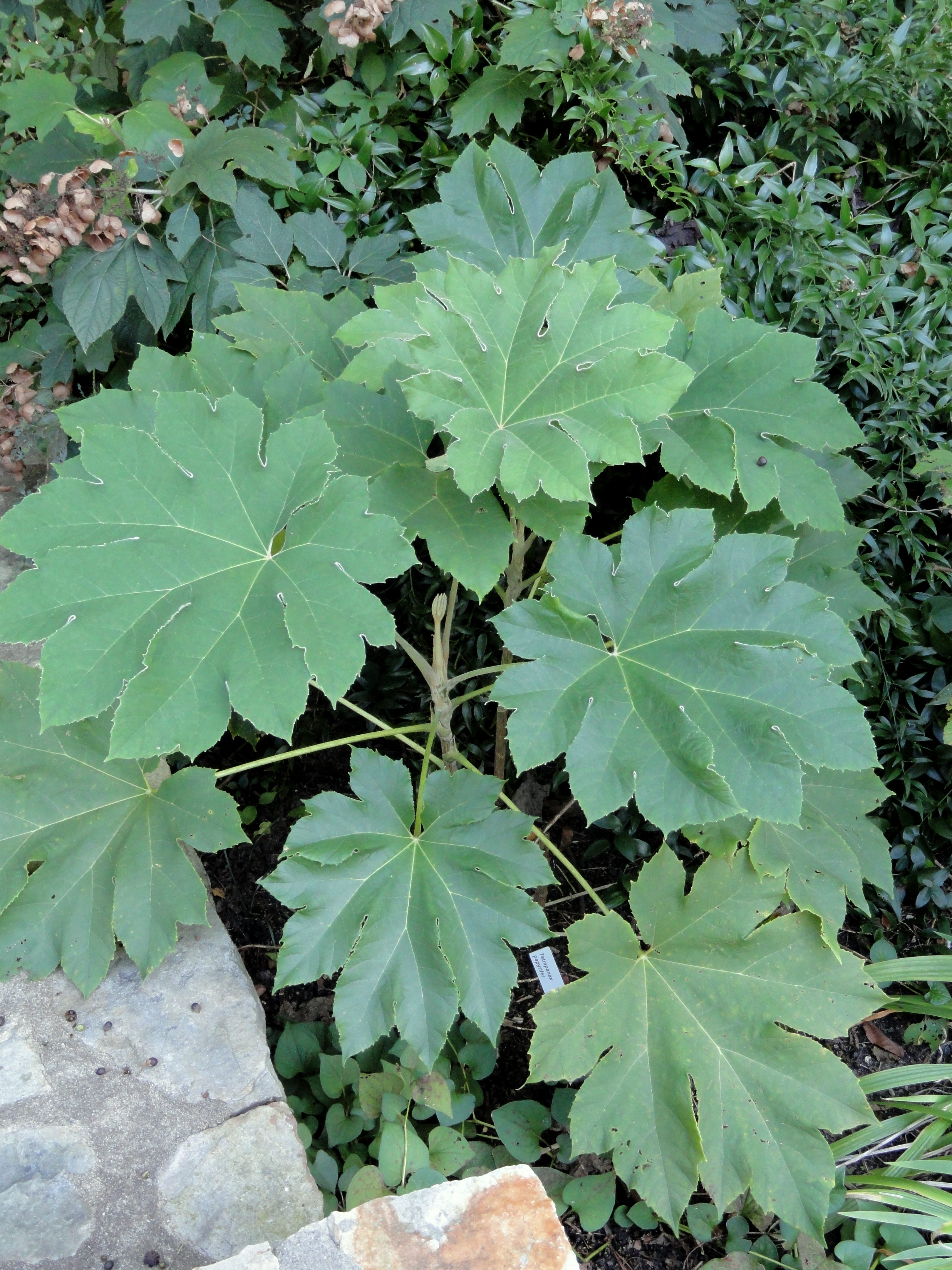
Hojas

## Descripción
Alcanza los 3-7 m de altura, con tallos sin ramas de 2 cm  de diámetro naciendo de una roseta de grandes hojas con peciolos de 40-60 cm, son profundamente palmeadas con 5-11 lóbulos, cada lóbulo está nuevamente lobulado.
Las flores se producen en una gran umbela en la cima del tallo, cada flor tiene 4-5 pequeños pétalos blancos. El fruto es una pequeña drupa.
La celulosa de sus tallos se utiliza para hacer el conocido comúnmente como papel de arroz. 
La especie estuvo anteriormente incluida en el género Fatsia como Fatsia papyrifera.

## Taxonomía
Tetrapanax papyrifer fue descrita por (Hook.) K.Koch y publicado en Wochenschrift für Gärtnerei und Pflanzenkunde 2: 371. 1859.
Sinónimos
- Aralia mairei H.Lév.
- Aralia papyrifera Hook.
- Didymopanax papyriferus (Hook.) K.Koch
- Echinopanax papyriferus (Hook.) Kuntze
- Fatsia papyrifera (Hook.) Miq. ex Witte
- Panax papyrifer (Hook.) F.Muell.[2]